# Sun Zi (matematiker)
Sun Zi eller Sun Tzu (孙子) var en kinesisk matematiker, verksam någon gång mellan 200-talet och 400-talet. Han var intresserad av astronomi och försökte utveckla en kalender samt undersökte diofantiska ekvationer. Hans mest kända verk, 孙子算经, innehåller en beskrivning av den kinesiska restklassatsen.
Huruvida matematikerna Sun Zi skulle vara samma person som den militärstrateg med samma namn som skrev Krigskonsten är inte helt utrett, men de flesta historiker är av uppfattningen att det rör sig om olika personer som råkat få samma namn.

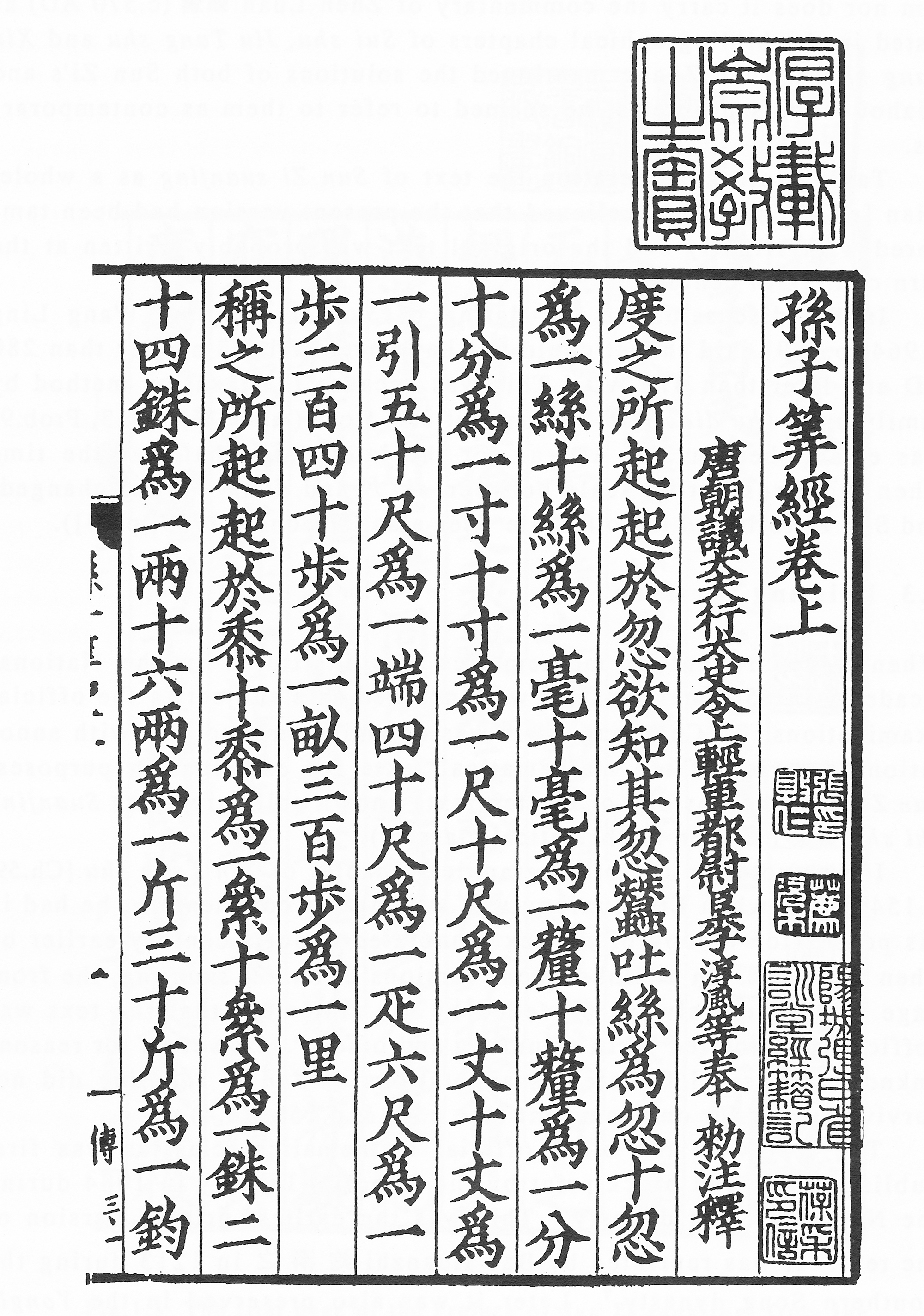
En sida ur en Suàn Jīng-tryckning från Qingdynastin